# Räbeliechtli

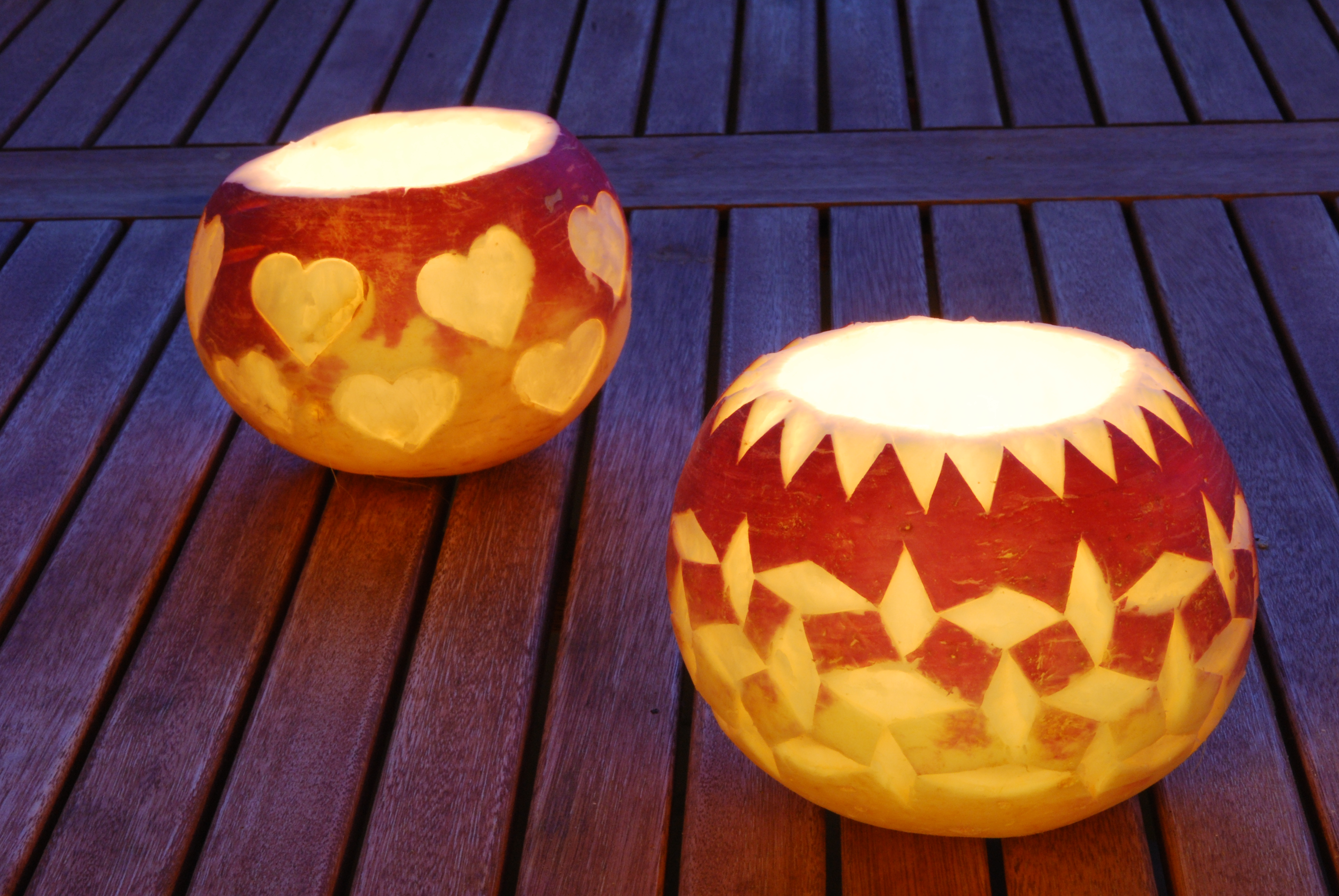
Räbelichtli

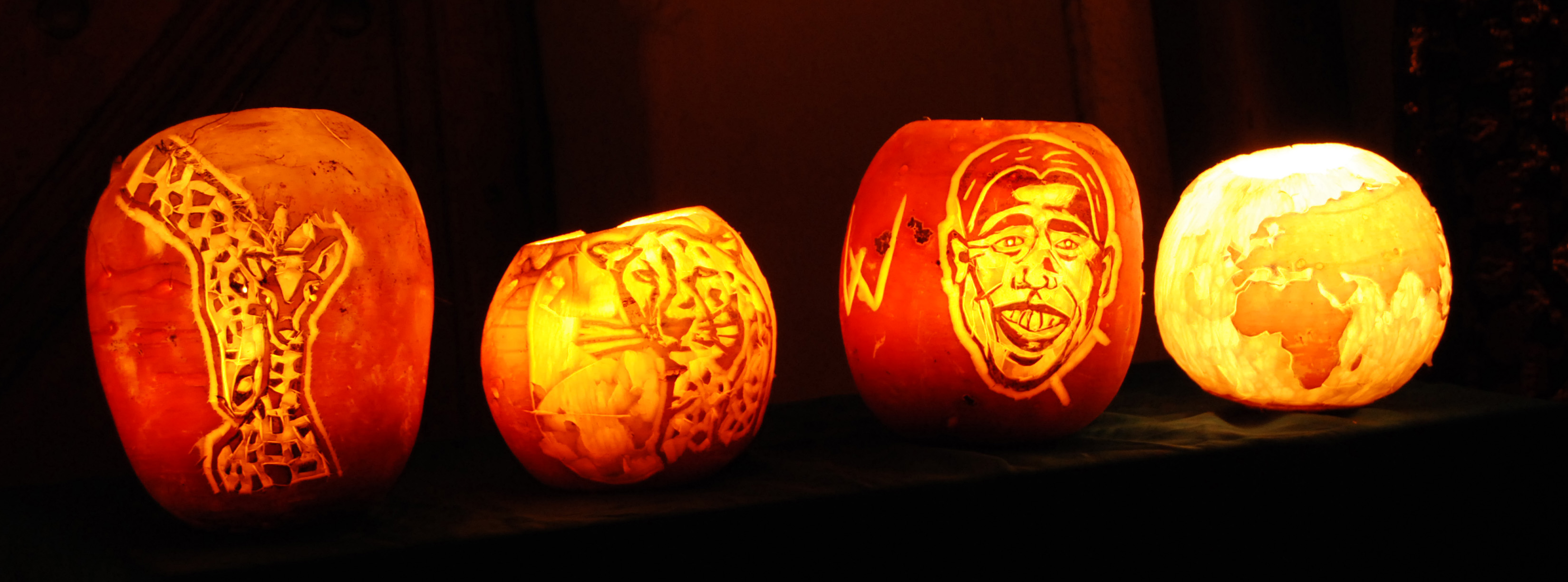
Des lanternes de raves dans la rue de Richterswil

La Räbeliechtli (en dialecte suisse alémanique) ou Räbenlicht (en allemand) est une fête d'origine nordique du mois de novembre où les enfants célèbrent le navet en le sculptant pour en faire des lanternes. Cette tradition s'est fortement implantée dans les régions alémaniques et particulièrement en Suisse allemande.

## Définition
Le mot Räbeliechtli est composé de Räbe ou Rübe qui signifie « la rave » et de Liecht ou Licht « la lumière » et du diminutif li soit « la petite lumière de la rave ». 

## Présence
Elle est célébrée dans la plupart des régions germanophones de Suisse.
Des cortèges se font en famille, en classe, en quartier ou en village, début novembre. Ils sont organisés par les écoles, des associations, les écoles ou la bourgeoisie, comme le premier vendredi de novembre à Pfäffikon dans le canton de Schwytz en Suisse.

La ville de Richterswil accueille l'ancienne fête du Räbechilbi le 2e samedi de novembre où l'on défile dans la ville avec des raves creusées et éclairées par une bougie à l'intérieur.

## Chansons
Pendant la fête, les enfants scandent en cœur :
« Räbeliechtli, Räbeliechtli, wo gaasch hii?
I de tunkli Nacht, oni Stärneschii,
da mues mis Liechtli sii. »
« Räbeliechtli, Räbeliechtli, où vas-tu ?
Dans la nuit obscure, sans étoiles
il faut que mon lumignon soit. »